# Myahavet
Myahavet, benämning på Östersjön under dess senaste utvecklingsperiod, sedan musslan Mya arenaria invandrat till Nordsjön.
Benämningen skapades av Henrik Munthe, och han trodde att invandringen skett under järnåldern, kanske så tidigt som runt Kristi födelse. Han antog att det berodde på minskad salthalt i vattnet. 1945 Ivar Hessland att Mya arenaria egentligen hörde hemma i Nordamerika, och antog att den spridits hit först med resorna över Atlanten i slutet av 1400- och början av 1500-talet. Numera har man dock konstaterat att musslans spridning är äldre, och spreds till Norden med vikingarnas resor till Nordamerika.